# Erik Eriksson Ryning
Freiherr Erik Eriksson Ryning (* 11. November 1592 in Gimmersta; † 6. Dezember 1654 in Stockholm) war ein schwedischer Admiral.

## Leben

### Herkunft und Familie
Erik Ryning entstammte einem dem schwedischen Herrenstand angehörenden Geschlecht. Seine Eltern waren Erik Nilsson Ryning († 1613) und Anna Månsdotter, geborene Lilliehöök (1559–1621). Er war ein Neffe des schwedischen Reichsadmirals Axel Nilsson Ryning (1552–1620) und vermählte sich 1620 in Nyköping mit Maria Elisabet Kursell (1599–1678), einer Nichte von Klaus Kursell, hinterließ jedoch keine Kinder.

### Werdegang
Ryning begann seine Offizierslaufbahn in holländischen Diensten. Zurück in Schweden war er 1619 Fähnrich bei der Leibgarde, stand 1621 als Kapitän beim Infanterieregiment in Östergötland, erhielt im selben Jahr sein erstes Kommando und war 1622 Oberstleutnant der Fußsoldaten in Södermanland. Im Krieg gegen Polen rückte er 1626 in Preußen ein, wurde im Anschluss Statthalter von Elbing und war einer der beiden stellvertretenden Kommissare von Axel Oxenstierna bei den Friedensverhandlungen 1627 und 1628. Bereits 1627 war er Oberst Södermanlands Regiment. Er wurde 1629 Kommandeur aller von den Schweden gehaltenen preußischen Städte und stand inzwischen bei der Marine im Dienst. Unter Reichsadmiral Carl Carlsson Gyllenhielm war er 1630, neben Admiral Clas Larsson Fleming (1592–1644), als Vizeadmiral Befehlshaber der Flotte. Ebenfalls im Jahr 1630 war er Gouverneur der Garnison Stralsund. Er befehligte die Flotte beim Übersetzen Gustav II. Adolfs auf den deutschen Kriegsschauplatz. Er nahm an der Eroberung von Wismar zu Beginn des Jahres 1632 und wurde ebd. Stadtkommandant. Für weniger Monate war er Gouverneur der Festung Älvsborg, bevor er nach dem Tod des Königs erneut das Kommando über die Flotte erhielt. 1633 avancierte Ryning zum Reichsrat und Lagman in Södermanland, war zudem seit 1634 Landeshauptmann in Västergötland. 1644 war er kurzzeitig Generalgouverneur in Schwedisch-Livland, wurde dort aber nach dem Tod seines Kollegen Clas Fleming abberufen um die Geschäftsführung der großen Flotte zu übernehmen. Im Torstenssonkrieg nahm er 1645 Visby ein und blockierte Kopenhagen. 1651 wurde er Gouverneur von Gotland und erhielt die Anerkennung des Freiherrenstandes.
Er wurde am 25. Mai 1655 in der Jakobskirche in Stockholm begraben.